# HP3000

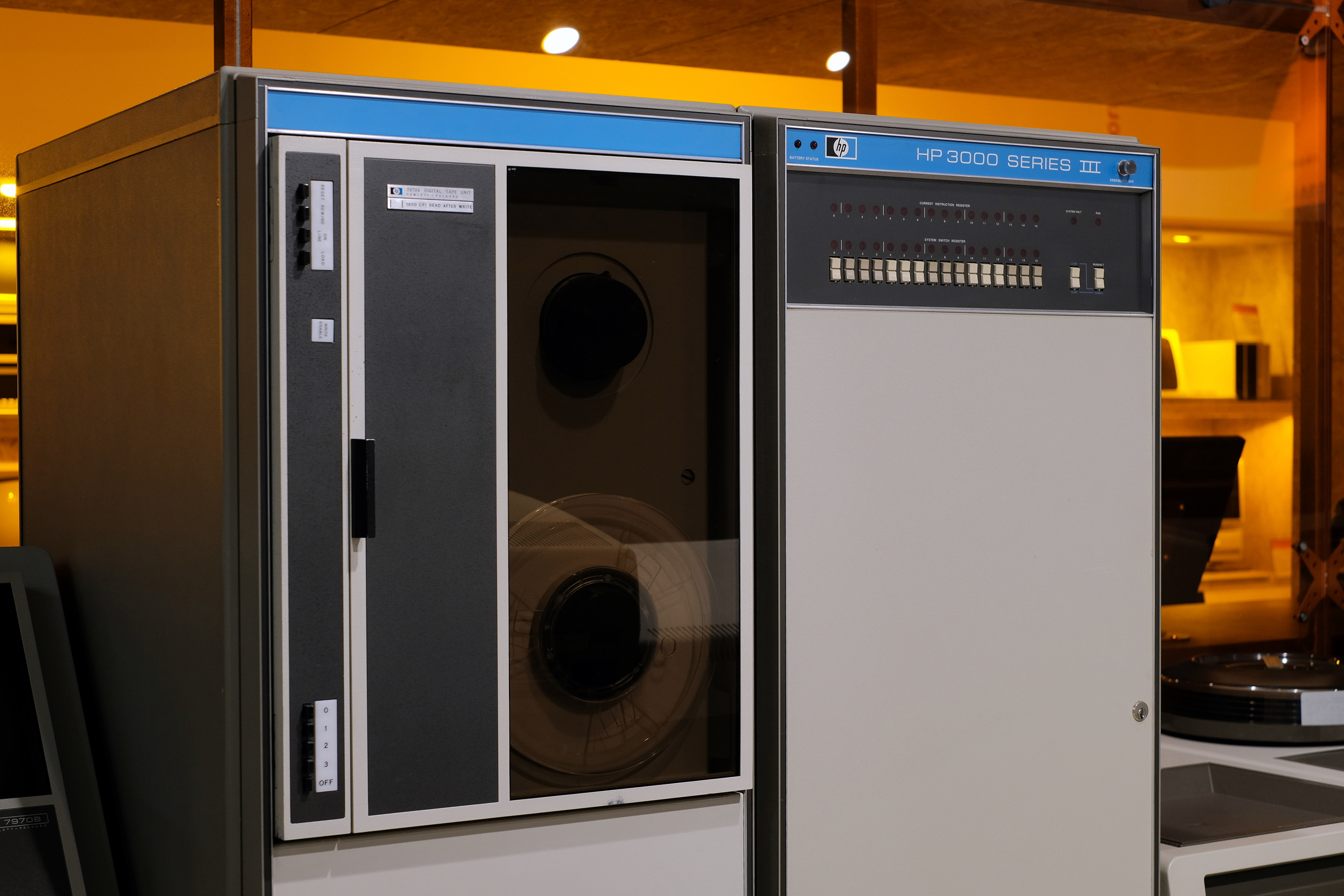
System HP3000 serii III

Seria systemów HP3000 firmy Hewlett-Packard zaistniała na rynku w roku 1973 – po długotrwałym procesie projektowym.
Wczesne modele tych systemów oparte były na procesorach CISC. Pierwszy minikomputer sprzedawany z gotowym systemem operacyjnym. Około roku 1988 zaczęto je wyposażać w 32-bitowe procesory PA-RISC zachowując wsteczną kompatybilność binariów. Pierwotnie system operacyjny na tych maszynach nosił nazwę MPE V. Po wprowadzeniu procesorów PA-RISC ewoluował – zmieniając również nazwę na MPE/iX. System zawierał wbudowany silnik bazodanowy – IMAGE – później Turbo IMAGE/XL. To właśnie ten silnik był „mocną stroną” zastosowań biznesowych systemu. Systemy HP3000 były w sprzedaży do roku 2003 – firma HP zapewniała wsparcie dla użytkowników tylko do 31 grudnia 2006 roku. Drukarki HP LaserJet zostały zaprojektowane pierwotnie dla tych właśnie systemów.